# ジオパニック
ジオパニックとは、東京ドームシティアトラクションズ内ジオポリスに存在した室内ジェットコースターである。設計・施工はトーゴが担当。

## アトラクション概要
- 暗闇の地底の中を駆け抜けるジェットコースター。
- コース内に「神様モグラ」が隠れており、見つけた人は願いが叶うと言われている。
- コース内で一部ジオポリスへ出る部分があり、そこで「ハッピー！」と叫ぶと幸せになれると言われている。
- ジオポリス改装工事のため、2008年1月14日をもって営業終了。

- 乗車時間は3分[1]。